# Generation X
Generation X byla britská punkrocková skupina, založená v listopadu 1976 v Londýně. Skupinu tvořili zpěvák Billy Idol, kytarista Bob Andrews, baskytarista Tony James bubeník a John Towe. Towe však brzy odešel a nahradil jej Mark Laff; v této sestavě skupina nahrála svůj první singl „Your Generation“ vydaný v září 1977. V březnu 1978 vyšlo první řadové album skupiny, které neslo název Generation X. Později skupinou prošlo několik dalších hudebníků a rozpadla se v roce 1981.

## Diskografie
- Generation X (1978)
- Valley of the Dolls (1979)
- Kiss Me Deadly (1981)
- Sweet Revenge (1998)